# Weryton Studios
Die Weryton Studios sind ein als Kommanditgesellschaft ansässiges Unternehmen in München und eines der führenden deutschen Tonstudios.

## Geschichte

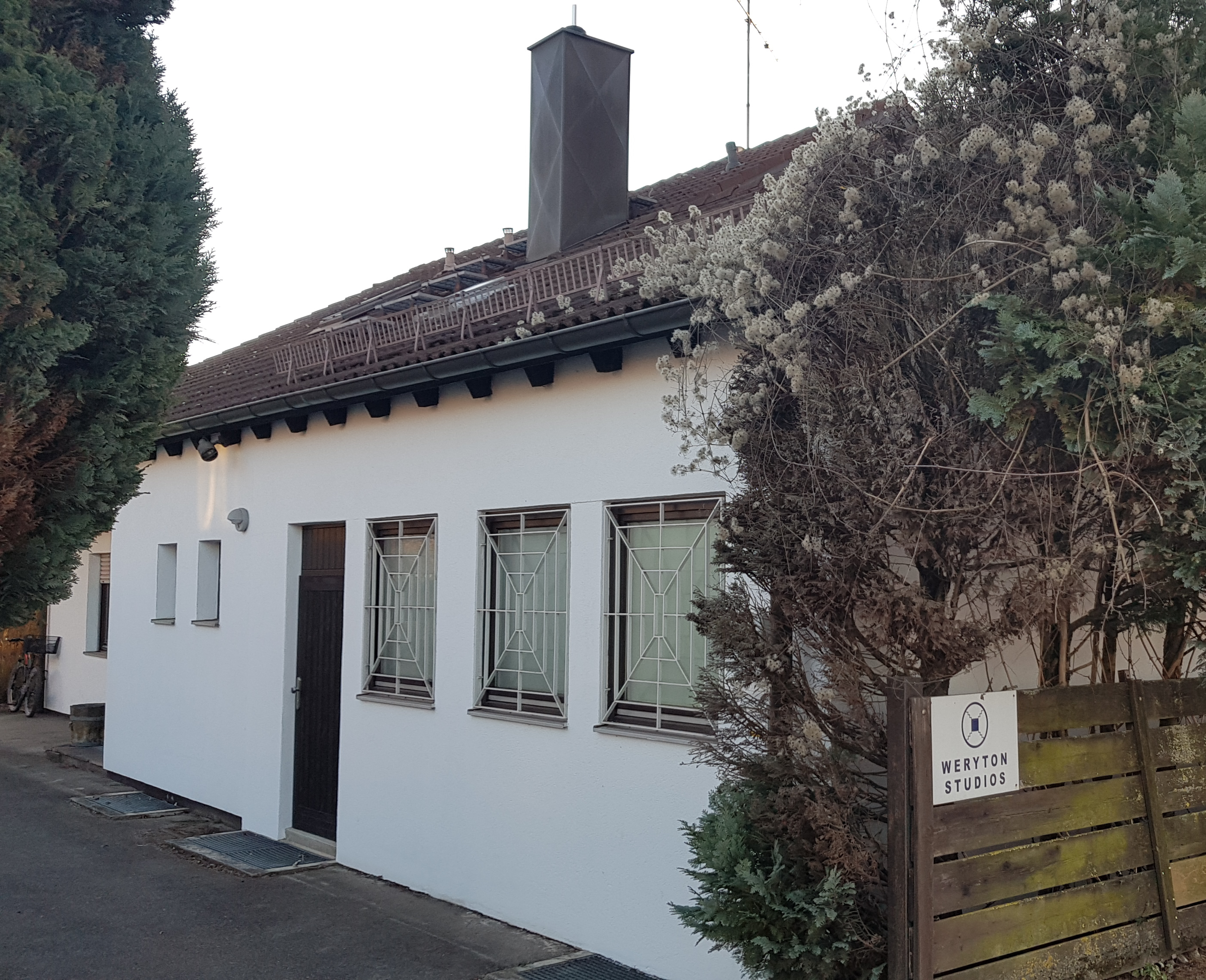
Weryton Studios

Die Geschichte der Weryton Tonstudios begann Mitte der 1970er-Jahre, als der Paintener Dämmstoff-Fabrikant Werner Rygol die junge Fotografin Cornelia Modauer aus München kennenlernte. Cornelia Modauer hatte zu diesem Zeitpunkt bereits zusätzlich zu ihrer Ausbildung als Fotografin eine Gesangs- und Tanzausbildung absolviert und war eine begeisterte und talentierte Sängerin.
1977 fand in Brannenburg ein Gesangswettbewerb statt, zu dem Cornelia Modauer durch ihre Mutter angemeldet und von Werner Rygol begleitet wurde. Conny, wie sie auch genannt wurde, belegte dabei den 2. Platz. Durch diesen Erfolg angespornt entschied Werner Rygol, eine Gesangskarriere mit ihr aufzubauen. Als Künstlername wurde Conny Morin gewählt. Da sich unter den beim Wettbewerb Anwesenden etliche Plattenproduzenten, aber keine Komponisten befanden, suchte Werner Rygol zunächst nach einem geeigneten Songschreiber. Diesen fand er in Steve Mandy, ein Pseudonym von Hermann Weindorf (Klaus Doldinger, Oktagon, Zara-Thustra). 1978 übergab Werner Rygol die Firmenleitung an seinen Sohn und gründete den Weryton Verlag, das Weryton Label und die Weryton Studios, um die Produktionen von Conny Morin selbst aufnehmen und vermarkten zu können.
Die ersten Aufnahmen fanden noch in verschiedenen Münchener Studios statt, wie dem Countrylane Studio, dem Union Studio und den Rainbow Studios. Hermann Weindorf hatte zu diesem Zeitpunkt bereits einen größeren Übungsraum für seine Band in München am Leuchtenbergring, in dem Werner Rygol aus eigenen finanziellen Mitteln eine TEAC TASCAM MSR-16 16-Spur Bandmaschine installieren ließ. Hierauf wurden die ersten Produktionen von Conny Morin aufgenommen, aber z. B. auch Hermann Weindorfs Filmmusik zu Didi Hallervordens „Ach du lieber Harry“. Weitere Produktionen in dem bereits jetzt als „Weryton Studios“ firmierenden Aufnahmeraum waren die der Münchener Band Tax und der aus Regensburg stammenden Formation Onyx.

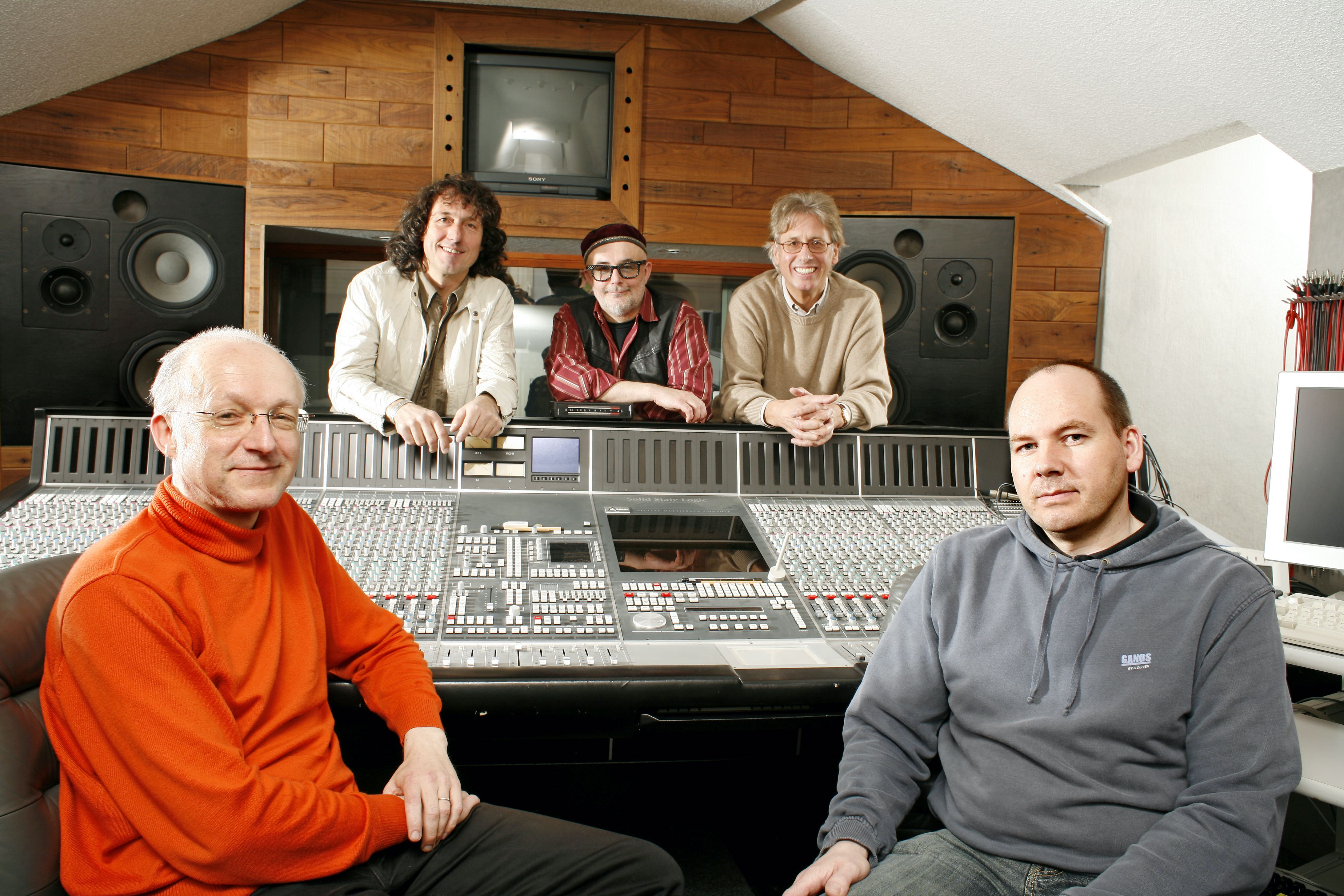
Das Weryton Team im Studio B.
V.l.n.r: Berthold Weindorf, Gerhard Vates, Hermann Weindorf, Maximilian Spenger, Claus Üblacker

Werner Rygol war bereits Ende der 1970er-Jahre klar, dass dieser Übungsraum nur ein Provisorium sein konnte und suchte deshalb nach einem geeigneten Grundstück, um dort ein komplett neues Tonstudio aufbauen zu können. Er fand dies 1980 in München-Unterföhring in der Münchner Straße, auf dem Gelände eines großen Sport-Ausstatters. Dort befand sich eine stillgelegte Autowerkstatt, die er abreißen ließ, um hier die neuen Weryton Tonstudios zu errichten. Obwohl das Gebäude eher den Anschein eines kleinen Einfamilienhauses hat, enthält es doch mit die modernsten Studios in Deutschland. In dem dreigeschossigen Gebäude wurden insgesamt 3 Studios, ein separater Hallraum sowie einige Aufenthalts- und Wirtschaftsräume eingerichtet. 1982 wurden die Weryton Studios in Betrieb genommen.
Im Untergeschoss befinden sich das Studio A mit großem Aufnahmeraum und der Hallraum, im Erdgeschoss Studio C, welches dauerhaft vermietet ist, und im Obergeschoss Studio B.
1986 wurden die Studios komplett digital umgerüstet und waren damit die ersten in Deutschland. Diese Umrüstung führte zu einer Anfrage des Managements der Band Queen, die ihr Album A Kind of Magic hier aufnehmen lassen wollte. Da allerdings zur gleichen Zeit die Münchener Freiheit ihr Album Traumziel bei Weryton aufnahm, musste Queen auf ein anderes Münchener Studio ausweichen.
Der Name „Weryton“ ist das Akronym aus den Anfangsbuchstaben des Vor- und Nachnamens des Gründers Werner Rygol.
Die enge Zusammenarbeit von Werner Rygol mit den Weindorf-Brüdern sollte für diese zu einem Glücksfall werden. Nicht nur, dass die Band der Weindorf-Brüder, Zara-Thustra, ihre drei Alben dort einspielen und ihre eigenen Produktionen, vornehmlich im Schlager- und Volksmusikbereich, durchführen konnten, übergab Werner Rygol 2004 die Studios sogar an seine langjährigen Weggefährten Hermann und Berthold Weindorf.

## Ausstattung

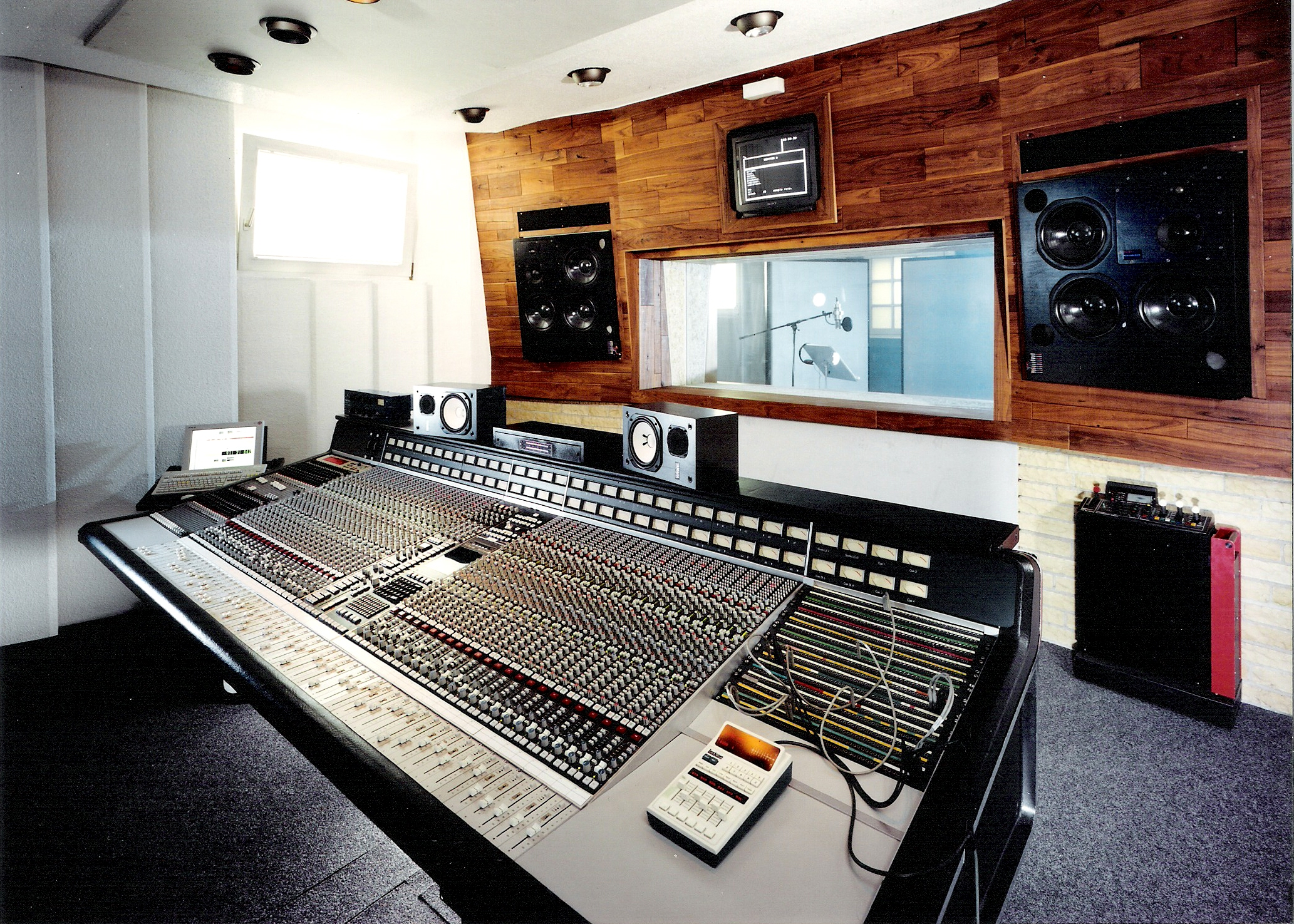
Weryton Regie Studio A

Die jeweiligen Herzstücke der beiden Regieräume A und B sind die Konsolen des britischen Herstellers Solid State Logic, ein SSL 4048E 48-Kanal Mischpult und ein SSL Axiom MT Digital Console, 80-Kanal Mischpult. Die beiden zugehörigen Aufnahmeräume mit 70 m² und 45 m² Fläche bieten auch für größere Ensembleaufnahmen ausreichend Platz.
Aufgenommen wird auf einem Sony PCM 3348 48-Spur Digital DASH Multitrack Recorder sowie einer Studer A 800 24-Spur Bandmaschine.

## Produktionen

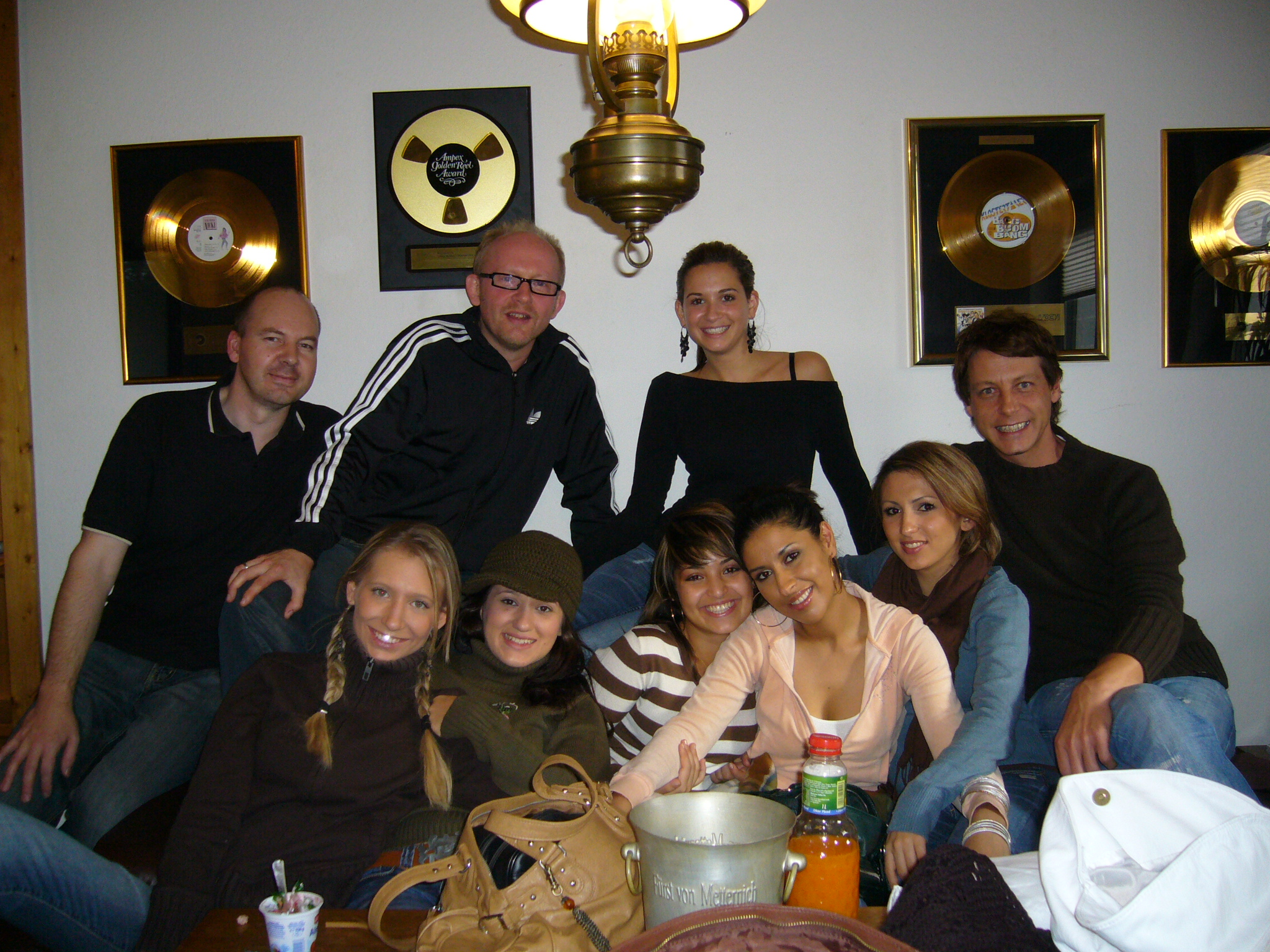
Monrose 2006 bei Aufnahmen zum Album Temptation in den Weryton Studios, mit Claus Üblacker (Toningenieur) und Dieter Falk (Produzent) o. l., Nik Hafemann (Produzent, o. r.)

Direkt nach Fertigstellung der neuen Studios 1982 meldete sich Giorgio Moroder als einer der ersten Produzenten für ein neues Album mit Donna Summer an. Die hier aufgenommenen instrumental Tracks nahm er zunächst mit in die USA, um dort den Gesang einzuspielen, kehrte dann wieder nach München zurück, um in den Weryton Studios schließlich das neueste Album von Donna Summer Donna Summer mit einer großen Pressekampagne zu promoten.
Weitere Produzenten haben in der Zwischenzeit die Weryton Studios gebucht: Curt Cress, Dieter Falk, Edo Zanki, Harold Faltermeyer, Jack White, Klaus Voormann, Pete Waterman, Uwe Fahrenkrog-Petersen und viele andere.

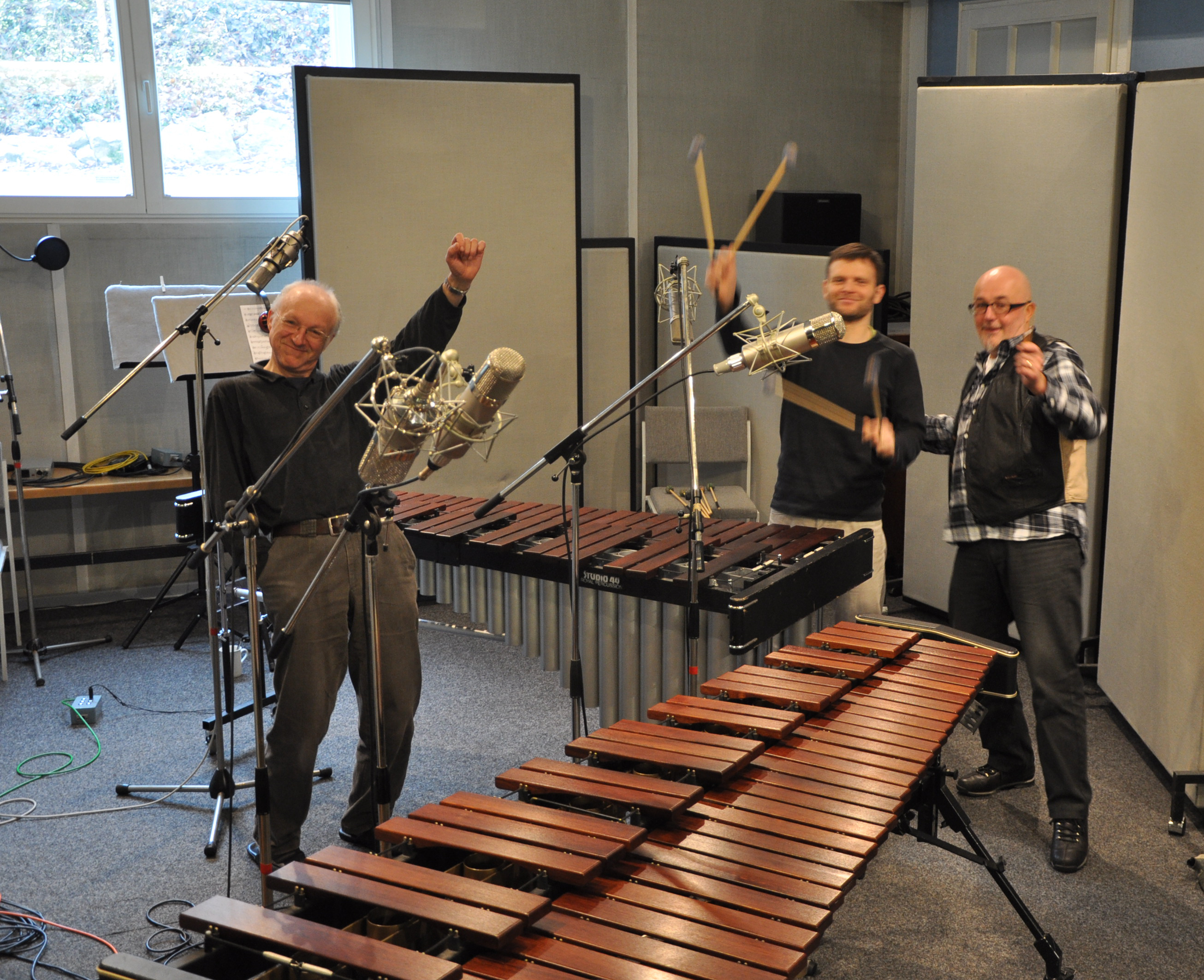
Philipp Jungk (Mitte) von Double Drums bei Aufnahmen im Weryton Studio 2011, mit Berthold Weindorf (l.) und Hermann Weindorf (r.)

Zahlreiche nationale wie internationale Gruppen und Solokünstler haben in den Weryton Studios aufgenommen: Alphaville, Andrew Lloyd Webber, Brunner & Brunner, Christina Stürmer, David Hasselhoff, Engelbert Humperdinck, Falco, Gianna Nannini, Heino, James Blunt, Karel Gott, Leo Sayer, Michael Cretu, Münchner Freiheit, Nena, Passport, Roland Kaiser, Reamonn, The Clash, Tokio Hotel, Udo Jürgens und Vicky Leandros.
Weitere Künstler und Künstlerinnen, die in den Weryton Studios aufgenommen haben, sind u. a.:
Albert C. Humphrey, AlpenRebellen, Al Corley, Alexander M. Helmer, Alice & Waggershausen, Amii Stewart, Amina, Andreas Hauff, Andrew White, Andy Baum, Annette Humpe, Astrid Harzbecker, Augsburg Airways, Barbara Clear, Bernhard Brink, Blue System, Bobo Zero, Bonnie Bianco, Bro’Sis, Cathrin, Conny Morin, Corazon, Danny Santos, Die Antwort, Die Jungen Tenöre, Dieter Bohlen, Double, Double Drums, Drahdiwaberl, Eberhard Schoener, Elmar Wepper, Felice Civitareale, Fernando Express, Florian Silbereisen, Frank Duval, Fritz Wepper, G. G. Anderson, Geraldine Olivier, Geier Sturzflug, Gerhard Polt, German Tenors, Gil, Graice Kairo, Grant Stevens,  Haindling, Hans Harz, Hansi Hinterseer, Himmelstürmer, Hubert Kah, Hubert von Goisern und die Original Alpinkatzen, Inga Humpe, Indira, Inker & Hamilton, Iris Berben, Joy, Joe Esposito, Juliane Werding, Klaus Hoffmann, Klostertaler, Konstantin Wecker, König Ludwig Musical,  La Bionda, Limahl, Lisa Lagoda, Mandy Winter, Marc Bianco, Marcus, Mark Spiro, Mervyn Spence, Monroe, Monrose, Moti Special, Naabtal Duo, Nato, Nino de Angelo, Nicki, No Angels, Nu Pagadi, Ostbahn Kurt, Overground, Panarama, Paldauer, Patrick Lindner, Peter Cornelius, Peter Schilling, Peter Rist, Petra Frey, Picnic at the Whitehouse, Pierre, Popstars(4, 5, 6), Preluders, Rainhard Fendrich, Reinhard Mey, Richard Sanderson, Righeira, Ringsgwandl, Roiderer, Room2012, Roy Black, Sandra, Sandy, Semino Rossi, Shaggy, Sissi Perlinger, Spider Murphy Gang, Stefan Waggershausen, Stefanie Hertel, Stefan Mross, Stefanie Werger, Supermax, Trio, Ultravox, United Balls, Valezka, Vany, Veronica Ferres, VoXXclub, Wind, Wolfgang Ambros, Wolfgang Edenharder, Wolfgang Fierek und viele weitere.